# Loopscholing
Loopscholing is een trainingsvorm in de atletiek, die tot doel heeft om de looptechniek efficiënter te maken. Het doel is het verbeteren van de coördinatie, en bewustwording van de verschillende momenten in de looppas. De looppas wordt hiervoor opgesplitst in vijf verschillende momenten, die met verschillende oefeningen apart getraind kunnen worden.
Hiervoor zijn vele verschillende oefeningen ontwikkeld, die de verschillende fasen van de looppas benadrukken en kunnen oefenen. Samen maken deze een optimale looptechniek, waardoor de kans op blessures kan worden verkleind, het vermogen efficiënter wordt toegepast, en de loopsnelheid wordt verhoogd.
Voorbeelden van loopscholingsoefeningen zijn:
- huppelpassen
- tripplings (lichte kniehef met overdreven voetafwikkeling)
- skipping (oefening voor de voorste zwaaifase, kniehef tot op heuphoogte)
- kaatsloop
- pendelloop (waarbij het onderbeen uitzwaait)
- strekloop

Loopscholingsoefeningen worden doorgaans aan het begin van de training gedaan, direct na de warming-up, wanneer de sporter nog geconcentreerd en fit is. Doorgaans duren de loopscholingsoefeningen slechts 10-15 minuten.